# Горбаново (Нижегородская область)
Горба́ново — деревня в Павловском районе Нижегородской области. Входит в состав Варежского сельсовета.

## История
Деревня впервые упоминается в окладных книгах 1676 года в составе Арефинского прихода, в ней было 10 дворов крестьянских.
В конце XIX — начале XX века деревня входила в состав Варежской волости Муромского уезда Владимирской губернии, с 1926 года — в составе Арефинской волости. В 1859 году в деревне числилось 21 дворов, в 1905 году — 33 дворов, в 1926 году — 43 дворов.
С 1929 года деревня входила в состав Большечирьевского сельсовета Павловского района Горьковского края, с 1936 года — в составе Горьковской области, с 1952 года — в составе Варежского сельсовета.

## Население
| 1859 | 1905 | 1926 | 2002 | 2010 |
| ---- | ---- | ---- | ---- | ---- |
| 159  | ↗180 | ↗200 | ↘3   | ↘2   |